# José María Nogués
José María Nogués y Gastaldi (Sevilla, 1838-Madrid, 25 de enero de 1920) fue un bibliotecario real de Alfonso XII de España y su hijo Alfonso XIII en la Real Biblioteca, bibliotecario Jefe de la Real Biblioteca del Monasterio de El Escorial y académico honorario de la Real Academia Gaditana de Ciencias y Artes.
Nogués (que llegaría a ser autor teatral), estudió Derecho y cursó el notariado en su ciudad natal trasladándose luego a Madrid. Aparte de sus obligaciones en las bibliotecas del Palacio Real de Madrid y en el Monasterio de El Escorial, llevó la sección de Prensa del Gobierno Civil de Madrid. También fue redactor del periódico Gente Vieja.

## Servicio en la Real Biblioteca
Según su expediente en el Archivo General de Palacio, en 27 de febrero de 1875, tras producirse la restauración de la monarquía en la persona de Alfonso XII, ya estaba sirviendo en la Real Biblioteca, si bien consta que desde 1869 estaba vinculado a ella, primero como auxiliar y a fin de ese año como segundo bibliotecario, y, oficialmente, en 9 de febrero de 1871. Bien es verdad que tras 1874 su labor fue en ella especialmente intensa. En efecto fue oficial primero de la misma desde el 9 de junio de 1875, pero más allá de mero bibliotecario, era hombre de letras y tenía su faceta erudita, ganando en 1891 un premio de la Biblioteca Nacional de España por una memoria sobre Seudónimos, anónimos, anagramas e iniciales de autores y traductores españoles e hispanoamericanos. Como otros bibliotecarios reales, obtuvo la Orden de Carlos III. Fue bibliotecario jefe de la Real Biblioteca del Monasterio de El Escorial desde el 29 de mayo de 1884, y consta de su celo en la preservación de los códices, como cuando gracias a él se reintegraron varias hojas sueltas de códices griegos. En 1886 hizo entrega de la Real Biblioteca laurentina al padre fray Eugenio Álvarez, de la comunidad de los agustinos que se hacía cargo de la misma para su sorpresa pues al mudarse en 1884 pensó que sería para mucho tiempo. Uno de sus últimos trabajos para la Real Biblioteca, ya con 72 años, en 1910, fue colaborar en el volumen segundo de "Autores-Historia" del Catálogo que estaba llevando a cabo el director, el conde de las Navas, Juan Gualberto López-Valdemoro y de Quesada, que lo recoge al frente de los colaboradores de dicho volumen. También colaboró con el conde de Valencia de Don Juan, Juan Crooke y Navarrot, en el Catálogo de la Real Armería de 1898. En esos años publicó varios textos en la Guía Palaciana, en 1899 el titulado "Casamientos y bautizos regios", en 1900 uno sobre los "Funerales regios de Alfonso XII", y en 1901-1902 otros, uno sobre "Educación referente a los Reyes y Príncipes". Se ocupó además de cuestiones de hípica y tratadística ecuestre, publicando un inventario en 1895, al final de la edición que preparó de la Caballeriza de Córdoba, en edición de bibliofilia a costa del marqués de Jerez de los Caballeros, Manuel Pérez de Guzmán y Boza de tan solo 51 ejemplares y según el original de 1625 existente en la Real Biblioteca cuyo autor fue Alonso Carrillo Lasso. En marzo de 1893 dejó la dirección de la Real Biblioteca el bibliotecario mayor, Manuel Remón Zarco del Valle y como llevaba en el servicio desde 1869 y era bibliotecario primero desde 1875, aspiró al puesto. Pero fue escogido el bibliotecario segundo, conde de Las Navas, Juan Gualberto López-Valdemoro y de Quesada, que era de plantilla desde 1890.
También fue autor teatral, escribiendo dramas líricos, comedias y obras populares, el primero fue Jenaro el Gondolero, muy exitoso, y también escribió zarzuelas, como Oro, astucia y amor, Un tenorio moderno, La perla de Triana, No es nada lo del ojo y muchas más. Entre los dramas sobresalió La herencia del pecado y entre las comedias Al año de estar casado, El marido anónimo y otras, muchas de ellas existentes hoy en la Real Biblioteca. Algunas obras las escribió con otros autores teatrales y otras las dejó sin estrenar, como las zarzuelas El diablo en Sevilla o El viejito. Además cultivó algo la poesía, hay de él una Oda a la guerra de la Independencia (Cádiz, 1882). Esta de la Guerra de la Independencia fue una materia por la que siempre sintió atracción.
Tenía por tanto una faceta erudita y otra literaria popular, zarzuelera y de comedia sobre todo. Desarrolló su actividad en la Real Biblioteca bajo las direcciones de Manuel Remón Zarco del Valle y del conde de las Navas, Juan Gualberto López-Valdemoro y de Quesada, en una amplia época en que la biblioteca palatina se dio a conocer definitivamente en la comunidad científica internacional, sobre todo gracias a la tarea de investigación y posterior divulgación de algunos grandes nombres. Estaban especializados particularmente en el estudio de la historia literaria de España. Fue el caso de Marcelino Menéndez Pelayo, muy amigo del conde de Las Navas, o del discípulo del montañés, Ramón Menéndez Pidal, que en este período investigó y dio a conocer códices con crónicas reales o romanceros y cancioneros manuscritos. Se jubiló el 21 de junio de 1918 y murió Nogués en 1920, ya octogenario, dejando familia muy numerosa, motivo por el cual siempre estuvo solicitando adelantos de nómina a cuenta. Durante los años noventa fue coetáneo, en el servicio de la Real Biblioteca, con Joaquín Arjona y Laínez y Rafael Minguet y Toussaint, bibliotecarios segundos y, mucho antes, de Juan de Coupigny y Courten, siendo bibliotecario mayor Manuel Remón Zarco del Valle. La jubilación de Nogués en la Real Biblioteca supuso el fin de toda una época pues en 1918 ingresó nuevo personal, como Augusto Fernández de Avilés y García-Alcalá, bibliotecario primero, o Miguel Velasco y Aguirre, que se ocuparía de la colección de grabado y dibujo, junto a otros como Miguel Gómez del Campillo, que con el tiempo llegaría ser director del Archivo Histórico Nacional.